# Carta colonial sobre la anexión belga del Estado Libre del Congo
La Carta Colonial sobre la anexión belga del Estado Libre del Congo, en  francés: Charte coloniale de 1908, fue aprobada por el Parlamento belga el 18 de octubre de 1908. El 15 de noviembre de 1908, Bélgica asumió la soberanía sobre los territorios que conforman el Estado Libre del Congo, convirtiendo oficialmente al Congo Belga en una colonia de Bélgica.

## Preludio
El  dominio colonial en el Congo comenzó a finales del siglo XIX. El rey Leopoldo II de Bélgica intentó persuadir al gobierno para que apoyara la expansión colonial alrededor de la entonces desconocida Cuenca del Congo. La ambivalencia del gobierno belga llevó a Leopoldo a crear una colonia por su cuenta. Con el apoyo de varios países occidentales en la Conferencia de Berlín, Leopoldo logró el reconocimiento internacional de una colonia personal, el Estado Libre del Congo, en 1885. Sin embargo, a principios de siglo, la violencia utilizada por los funcionarios del Estado Libre y los mercenarios internacionales contra los indígenas congoleños y un despiadado sistema de explotación económica condujo a una intensa presión diplomática sobre Bélgica para que tomara el control oficial del país, lo que hizo al ratificar la Carta Colonial sobre la anexión belga del Estado Libre del Congo, con lo que se creó el Congo Belga en 1908.

## Primer borrador
A principios del siglo XX, la prensa belga y la opinión pública desconfiaban cada vez más de la política del Estado africano de Leopoldo. Los parlamentarios protestaron contra las prácticas inhumanas en el Estado Libre del Congo y el Congo se convirtió en un tema divisorio en la política interna belga. El gobierno belga instó al anciano y obstinado rey a aceptar la transferencia del Estado Libre del Congo a Bélgica. El parlamento belga comenzó con una legislación inicial para la futura colonia belga, un proceso largo y difícil. Un primer borrador de la «Carta Colonial» ya había sido escrito en 1901, pero con un trasfondo de absolutismo real, el borrador inicial incluía disposiciones para que Leopoldo II se aferrara a un dominio privado de la Corona. Su objetivo era excluir vastas regiones del Congo del control del gobierno a fin de mantener su fortuna personal. Sólo a finales de 1906 el rey Leopoldo II aceptó la anexión, después de que las potencias extranjeras, incluyendo el Imperio Británico y los Estados Unidos, amenazaron con organizar una convención internacional sobre el Congo.

## Ratificación
En 1906, este primer borrador se había vuelto inaceptable y el parlamento belga estableció una comisión especial encargada de preparar un nuevo proyecto de ley sobre la gobernanza del Congo Belga. Esta comisión excluyó finalmente todas las disposiciones relativas a la dominación real. En el momento de la votación de 1908, había una profunda división política sobre la anexión del Estado Libre del Congo, y las manifestaciones políticas y la dispersión de panfletos a favor o en contra de la anexión aumentaron. La mayoría de los socialistas y radicales se opusieron firmemente a esta anexión y obtuvieron beneficios electorales de su campaña  anticolonialista. Sin embargo, algunos socialistas creen que el país debe anexionarse el Congo y desempeñar un papel humanitario con respecto a la población congoleña. Finalmente, dos diputados católicos y la mitad de los liberales se unieron a los socialistas para rechazar la Carta de la Colonia con cuarenta y ocho votos en contra y casi todos los católicos y la otra mitad de los liberales aprobaron la Carta, con noventa votos a favor y siete abstenciones. De este modo, el 15 de noviembre de 1908, el Congo Belga se convirtió en  colonia de  Reino de Bélgica.